# Alexander Alexandrowitsch Iljin

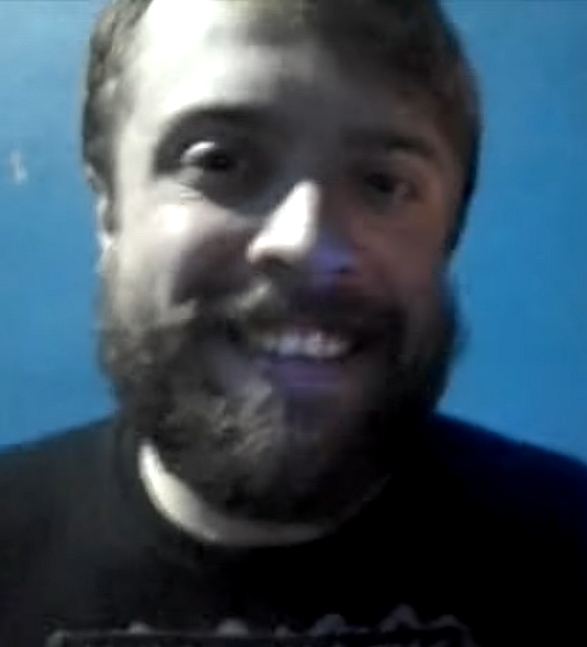
Alexander Alexandrowitsch Iljin im 2015

Alexander Alexandrowitsch Iljin (russisch Алекса́ндр Алекса́ндрович Ильи́н; *  22. November 1983 in Moskau) ist ein russischer Schauspieler und Sänger. In Russland und anderen GUS-Staaten ist er der breiteren Öffentlichkeit in seiner Rolle als Semjon Lobanow in der Krankenhausserie Interny bekannt geworden.

## Leben
Alexander Alexandrowitsch Iljin wurde 1983 als jüngster Sohn des russischen Schauspielers Alexander Adolfowitsch Iljin (* 1952) geboren. Auch sein Großvater, Adolf Alexejewitsch Iljin (1923–1990), war ein in der Sowjetunion bekannter Schauspieler. Ebenfalls im Schauspielgeschäft tätig sind Ilja und Alexej, die beiden älteren Brüder von Alexander Iljin.
Iljin hat im Jahr 2004 die Theaterhochschule M.S. Schepkin in Moskau abgeschlossen. Seine Schauspielkarriere begann er jedoch schon als Achtjähriger in der Fernsehserie Die Kleinigkeiten des Lebens (russisch Мелочи жизни). Zurzeit arbeitet er im Theater der Russischen Armee.
Seit 2012 ist Iljin Sänger bei der Punkband Plan des Lomonossow.
Alexander Iljin ist ledig und wohnt bei seinen Eltern.